# انجمن جهانی بهبود سیاهپوستان و اتحادیه جوامع آفریقایی
انجمن انجمن جهانی بهبود سیاهپوستان و اتحادیه جوامع آفریقایی (UNIA-ACL) یک سازمان برادری ملی‌گرای سیاهپوست است که توسط مارکوس گاروی، مهاجر جامائیکایی به ایالات متحده، و امی اشوود گاروی تأسیس شده‌است. سازمان پان آفریقایی در دهه ۱۹۲۰ از بزرگ‌ترین قدرت خود برخوردار بود و قبل از تبعید گاروی به جامائیکا در سال ۱۹۲۷ تأثیرگذار بود. پس از آن اعتبار و نفوذ آن کاهش یافت، اما تأثیر زیادی بر تاریخ و توسعه آفریقایی-آمریکایی گذاشت. طبق گفته آنر فورد اسمیت، انجمن جهانی بهبود سیاهپوستان «بدون شک، تاثیرگذارترین سازمان ضداستعماری جامائیکا قبل از سال۱۹۳۸ بود.»
این سازمان برای کار برای پیشرفت مردم آفریقایی‌تبار درسراسر جهان تأسیس شد. شعار آن "یک خدا! یک هدف! یک سرنوشت!" و "آفریقا برای آفریقایی‌ها، در داخل و خارج از کشور!" بود. مأموریت گسترده انجمن منجر به تأسیس اجزای کمکی متعددی شد، از جمله اعضای آن لژیون آفریقا (یک گروه شبه نظامی)، پرستاران صلیب سیاه آفریقا، به علاوه مشاغلی مانند خط کشتی بخار سیاه استار و شرکت کارخانه‌های سیاهپوست بودند.

## نام
گاروی در مقاله ای با عنوان «بزرگ‌ترین دشمن سیاهپوست»، که در نشریه تاریخچه کنونی (سپتامبر ۱۹۲۳) منتشر شد، منشأ نام سازمان را توضیح داد:
نام سازمان از کجا آمده‌است؟ هنگامی که با یک سیاهپوست هند غربی که با من مسافری از ساوت همپتون بود صحبت می‌کردم و با همسر باسوتو از باسوتو لند به هندوستان غربی بازمی‌گشتم، بیشتر از وحشت زندگی بومی در آفریقا مطلع شدم. او در گفتگو با من داستان‌های وحشتناک و رقت‌انگیزی را تعریف کرد که قلبم در وجودم خون شد. پس از بازنشستگی از مکالمه به کابینم، تمام روز و شب بعد در مورد موضوع آن مکالمه فکر کردم و نیمه شب، در حالی که به پشت دراز کشیده بودم، این دید و فکر به ذهنم رسید که نام سازمان را انجمن جهانی بهبود سیاهپوستان و اتحادیه جوامع آفریقایی بگذارم. چنین نامی من فکر می‌کردم که هدف تمام بشریت سیاه‌پوست را در بر می‌گیرد. بدین ترتیب برای جهان نامی متولد شد، جنبشی پدید آمد و مردی شناخته شد.

## تاریخ اولیه

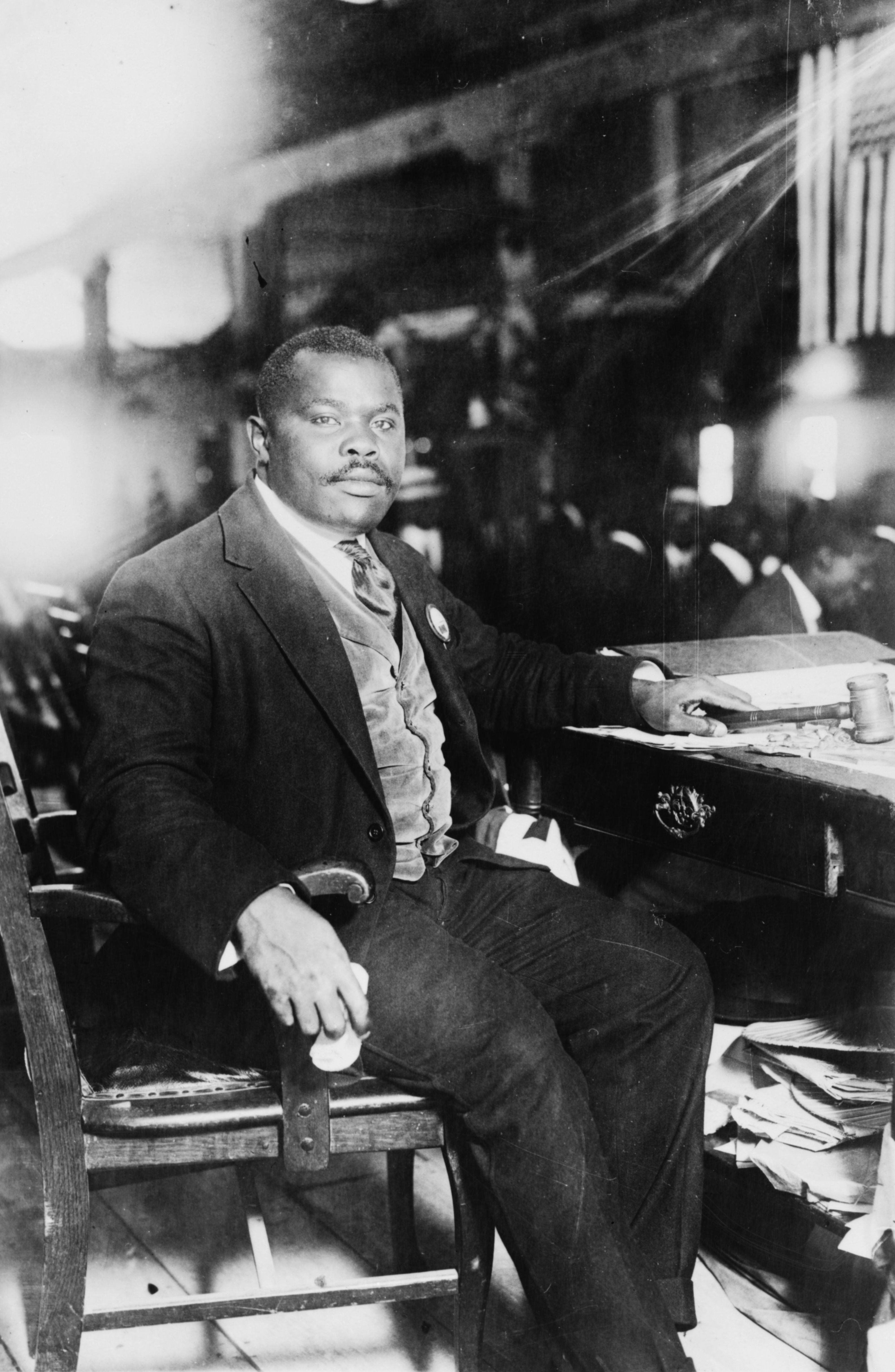
مارکوس گاروی

مارکوس گاروی که اصالتاً اهل خلیج سنت آن، جامائیکا بود، در ۲۳سالگی آنجا را ترک کرد و در سراسر آمریکای مرکزی سفر کرد و مدتی به انگلستان رفت. در طول سفر او متقاعد شد که متحد کردن سیاه‌پوستان تنها راه بهبود وضعیت آنهاست. در همین راستا، او انگلستان را در ۱۴ ژوئن۱۹۱۴ با کشتی اس اس ترنت ترک کرد و در ژوئیه۱۹۱۴ به جامائیکا بازگشت. او در اواخر همان ماه انجمن جهانی بهبود سیاهپوستان و اتحادیه جوامع آفریقایی را در کینگستون تأسیس کرد و قصد داشت تمام آفریقا و دیاسپورای آن را در این سازمان متحد کند. گاروی پس از سفر به ایالات متحده در مارس ۱۹۱۶، بخش نیویورک را با ۱۳عضو در سال۱۹۱۸ افتتاح کرد.
دنیای سیاه پوستان در ۱۷ اوت۱۹۱۸ به عنوان یک هفته نامه برای بیان ایده‌های سازمان تأسیس شد. گاروی هر هفته سرمقاله‌ای در صفحه اول ارائه می‌کرد که در آن موضع سازمان را در مورد مسائل مختلف مربوط به مردم آفریقایی‌تبار در سراسر جهان ارائه می‌داد. این روزنامه در نهایت با ادعای تیراژ ۵۰۰۰۰۰ به چندین زبان چاپ شد. این صفحه حاوی صفحه ای مخصوص خوانندگان زن بود، وقایع بین‌المللی مربوط به مردم آفریقایی‌تبار را مستند کرد و تا پایان انتشار در سال۱۹۳۳ در سراسر دیاسپورای آفریقا توزیع شد.
در سال ۱۹۱۹، انجمن اولین سالن آزادی را خریداری کرد. این ساختمان در هارلم، شهر نیویورک واقع شده بود، ظرفیت ۶۰۰۰ صندلی داشت. سالن تک طبقه با سقف‌های کم، قبلاً محل خیمه باپتیست متروپولیتن بود. در ۲۷ ژوئیه ۱۹۱۹ وقف شد. یکشنبه‌ها عصر، محل نشست هفتگی انجمن بود. یک رستوران هم داشت. بعداً در همان سال، انجمن اولین شرکت از دو شرکت کشتی بخار و یک شرکت تجاری جداگانه را تشکیل داد.

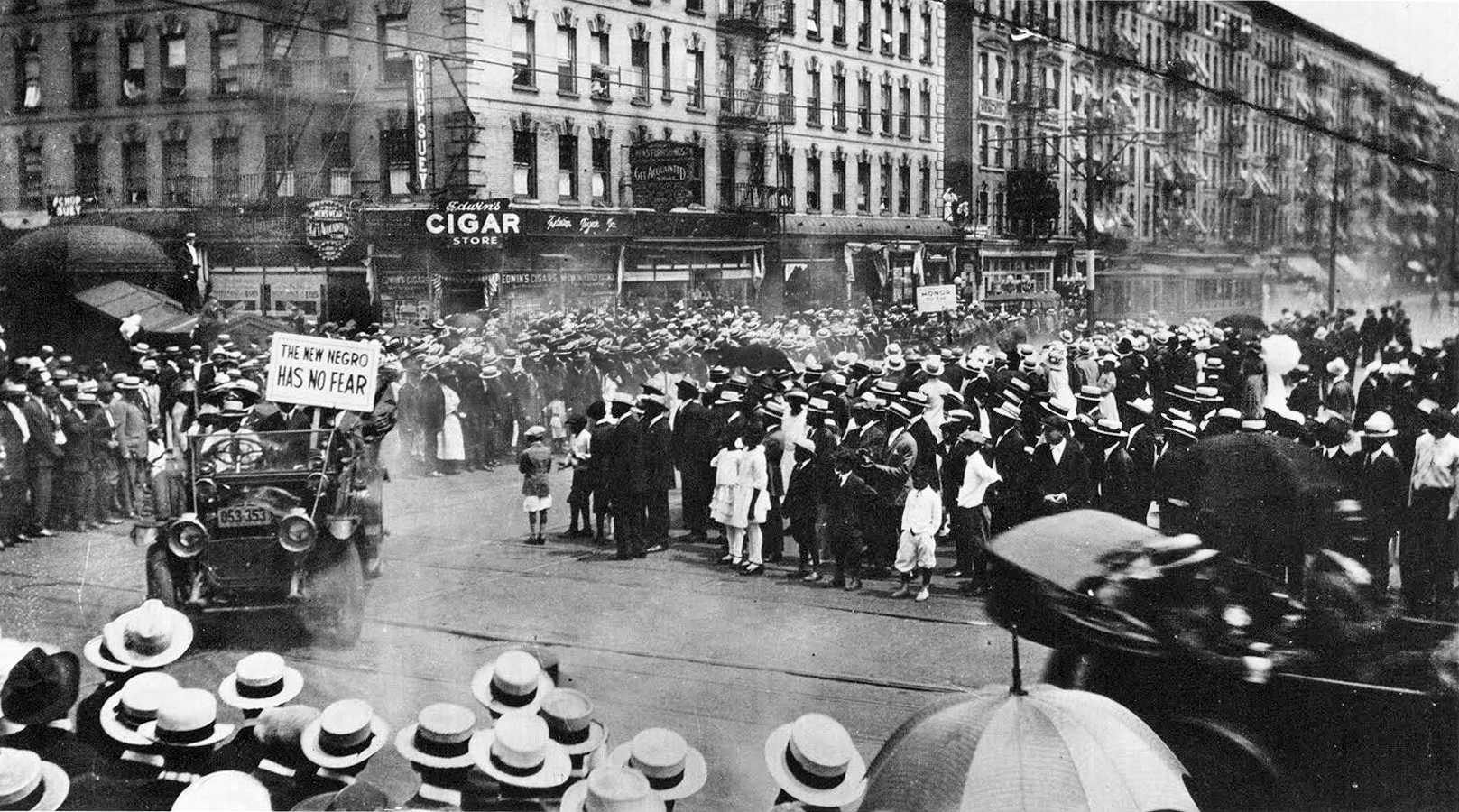
رژه انجمن جهانی بهبود سیاهپوستان در هارلم در سال ۱۹۲۰. تابلویی روی ماشین می‌گوید: «سیاهپوست جدید ترسی ندارد»